# Rezen Knoll
Der Rezen Knoll (bulgarisch Връх Резен Wrach Resen) ist ein 433 m hoher Hügel aus Lavagestein im Osten der Livingston-Insel im Archipel der Südlichen Shetlandinseln. Er ragt 600 m nordwestlich des Burdick Peak auf und grenzt an den Perunika-Gletscher.
Bulgarische Wissenschaftler benannten den Hügel 1995 nach den Bergen Goljam Resen und Malak Resen im bulgarischen Witoschagebirge. Das UK Antarctic Place-Names Committee übertrug die bulgarische Benennung noch im selben Jahr ins Englische.